# Bukoba
Bukoba est une ville du nord-ouest de la Tanzanie sur la côte occidentale du lac Victoria et la capitale de la région de Kagera, à proximité de l'embouchure de la rivière Kagera. 

## Géographie
Sa population estimée est de 100 000 habitants[Quand ?].
Bukoba a un petit aéroport (code AITA : BKZ) et des liaisons régulières de ferry vers Mwanza.

## Tourisme
Du fait de ses conditions climatiques, Bukoba est un lieu prisé des touristes. Sa position à la croisée de Mwanza, du Rwanda et de l'Ouganda est également un élément favorable.
Les touristes peuvent admirer l'église de Bunena, de style néogothique, construite au sud de la ville actuelle en 1913 par les missionnaires catholiques allemands du temps de l'Afrique orientale allemande. Quelques maisons subsistent de cette époque entre le port et le Lake Hotel. On remarque aussi le Boma (ou fort) construit par les Allemands pour se défendre des attaques.
Des plages sont aménagées au bord du lac. Ce sont les rares à être exemptes de la maladie de la bilharziose et l'on peut donc se baigner librement.

## Ferry MV Bukoba
Un des navires qui faisaient la navette entre les villes de Bukoba et Mwanza de part et d'autre du lac Victoria, a fait naufrage le 21 mai 1996 et causa la mort de près d'un millier de passagers (les autorités avançant le chiffre de 894).